# Suez (companie)
SUEZ este o companie franceză de utilități al cărei domeniu de activitate include aprovizionarea cu apă, electricitate și gaze naturale, precum și servicii ecologice.
Număr de angajați în anul 2007: 149.000
Cifra de afaceri în anul 2007: 47,5 miliarde Euro
Venit net în 2007: 3,9 miliarde Euro.